# Selbodsjön
Selbodsjön är en sjö i Skellefteå kommun i Västerbotten och ingår i Bureälvens huvudavrinningsområde. Sjön har en area på 0,0992 kvadratkilometer och ligger 128,1 meter över havet. Sjön avvattnas av vattendraget Lillbäcken.

## Delavrinningsområde
Selbodsjön ingår i det delavrinningsområde (715867-173882) som SMHI kallar för Mynnar i Kvarnrisbäcken. Medelhöjden är 147 meter över havet och ytan är 5,37 kvadratkilometer. Det finns inga avrinningsområden uppströms utan avrinningsområdet är högsta punkten. Lillbäcken som avvattnar avrinningsområdet har biflödesordning 3, vilket innebär att vattnet flödar genom totalt 3 vattendrag innan det når havet efter 50 kilometer. Avrinningsområdet består mestadels av skog (85 procent). Avrinningsområdet har 0,1 kvadratkilometer vattenytor vilket ger det en sjöprocent på 1,9 procent.